# Ojców
Ojców – wieś w województwie małopolskim, w powiecie krakowskim, w gminie Skała, na terenie Wyżyny Krakowsko-Częstochowskiej, w Dolinie Prądnika, na Szlaku Orlich Gniazd.
W Królestwie Polskim istniała gmina Ojców. W latach 1954–1968 wieś należała i była siedzibą władz gromady Ojców, po jej zniesieniu w gromadzie Skała. W latach 1975–1998 miejscowość położona była w województwie krakowskim.
W latach 1928–1966 Ojców miał status uzdrowiska posiadającego charakter użyteczności publicznej.
| SIMC    | Nazwa            | Rodzaj    |
| ------- | ---------------- | --------- |
| 0334379 | Bukówki          | część wsi |
| 0334385 | Czyżówki         | część wsi |
| 0334391 | Kolencin         | część wsi |
| 0334400 | Prądnik Ojcowski | część wsi |
| 0334416 | Sąspówka-Kąty    | część wsi |
| 0334422 | Zazamcze         | część wsi |
| 0334439 | Złota Góra       | część wsi |

## Historia

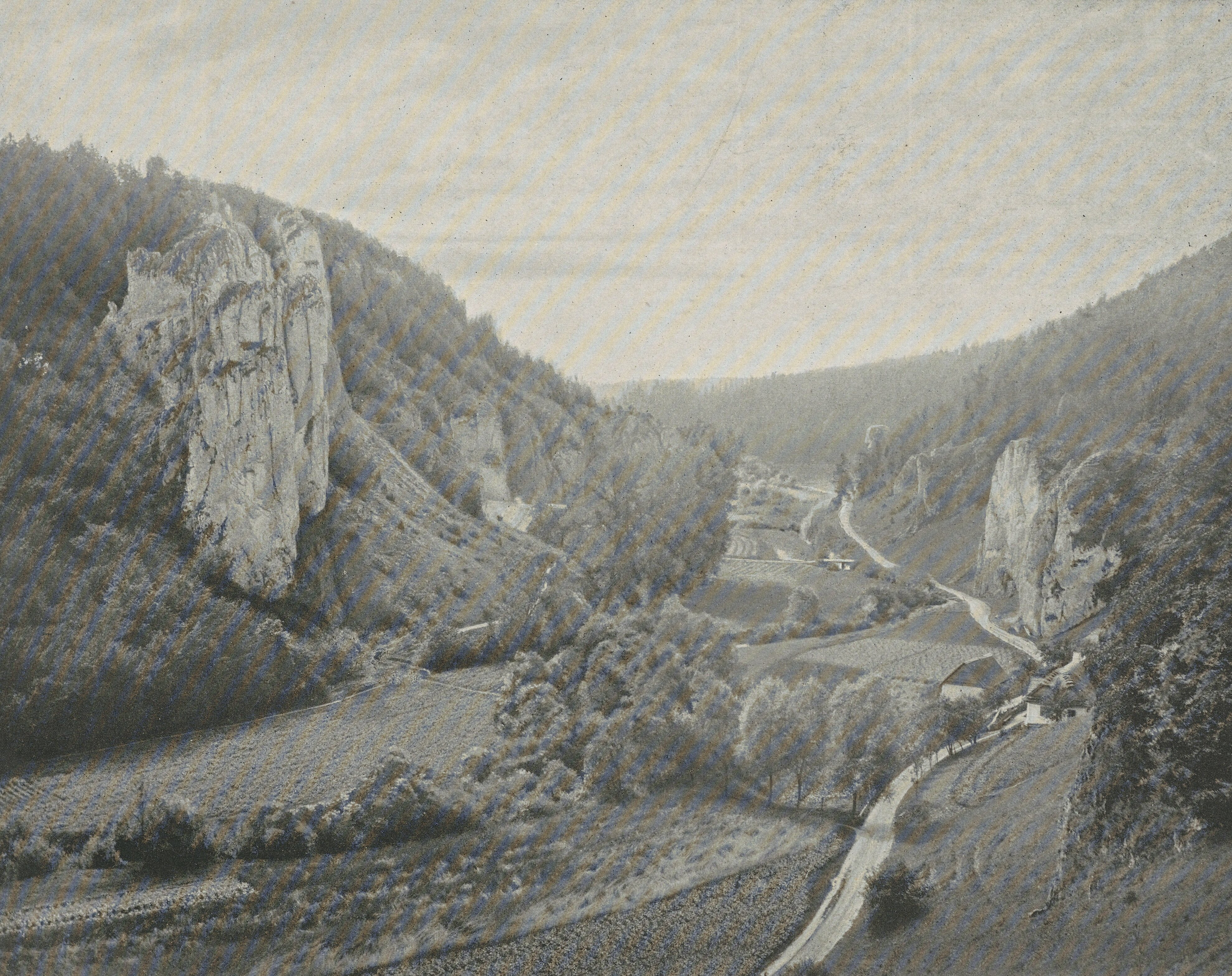
Dolina Prądnika w okolicach Ojcowa, 1899

Pierwsze wzmianki o wsi pochodzą z 1370 roku. Rozwinęła się ona z osady powstałej przy zamku. Po upadku Rzeczypospolitej w 1795 r. miejscowość znalazła się w granicach zaboru austriackiego, ale po kongresie wiedeńskim w 1815 r. teren ten przeszedł pod zabór rosyjski. W tym czasie Ojców, zwany również Podzamczem, był niewielką osadą, położoną u stóp kazimierzowskiego zamku, dawnej siedziby starostwa niegrodowego. Wody Prądnika były wykorzystywane jako źródło energii dla licznie funkcjonujących tu wzdłuż doliny niewielkich zakładów przemysłowych: koła wodne napędzały młyny zbożowe, tartaki, folusze, kuźnice, prochownie i in.
Już od końca XVIII w. zaciszną dolinę, atrakcyjną przyrodniczo i obfitującą w pamiątki historii zaczęli odwiedzać ludzie nauki i kultury oraz artyści, szukający tu natchnienia dla swej twórczości. Byli tu m.in. Adam Naruszewicz, Franciszek Karpiński (w 1787 r.), Julian Ursyn Niemcewicz (w 1811 r.), Fryderyk Chopin (w 1829 r.), Cyprian Kamil Norwid, Wojciech Gerson (w 1842 r.) i in. Wyraźny wzrost napływu gości do Ojcowa obserwowany jest w połowie XIX w., kiedy zaczął on zmieniać charakter z miejscowości letniskowej na uzdrowiskową. Działalność uzdrowiska datuje się od roku 1855, kiedy L. Kowalski utworzył tu zakład hydropatyczny. Potrzebę rozwoju Ojcowa jako stacji klimatycznej i uzdrowiska gorąco propagował w swoich pracach znany lekarz i balneolog Józef Dietl.
Kilka lat później liczne starcia podczas powstania styczniowego w znacznym stopniu spustoszyły wieś, jednak z czasem Ojców znów stał się popularny. Pod koniec XIX w. istniało tu już całkiem sporo pensjonatów, m.in. znane ośrodki wczasowe „Pod Łokietkiem”, „Goplana”, „Pod Kazimierzem” oraz park zdrojowy.
W 1924 roku Ojców został uznany za uzdrowisko posiadające charakter użyteczności publicznej. Mimo posiadania tego statusu przez dziesięciolecia aż do chwili obecnej pozostał raczej miejscowością turystyczną (mieści się tu siedziba dyrekcji Ojcowskiego Parku Narodowego).

## Zabytki
Obiekty wpisane do rejestru zabytków nieruchomych województwa małopolskiego.
- kaplica pw. św. Józefa z wyposażeniem, otoczenie;
- zamek, najbliższe otoczenie;
- budynek hotelu „Pod Kazimierzem”;
- budynek hotelu „Pod Łokietkiem”;
- willa „Jadwiga”;
- willa „Pod Berłem”;
- willa „Pod Koroną”;
- willa „Serdeczna”;
- willa „Słoneczna” Złota Góra 8 a;
- willa nr 17 „Zawiszówka”, otoczenie;
- willa nr 21 Grzybowskich;
- zespół 4 domów „Opalówki”: domy 1, 3, 4, 5 z najbliższym otoczeniem;
- willa „Lenartówka”.

## Atrakcje turystyczne

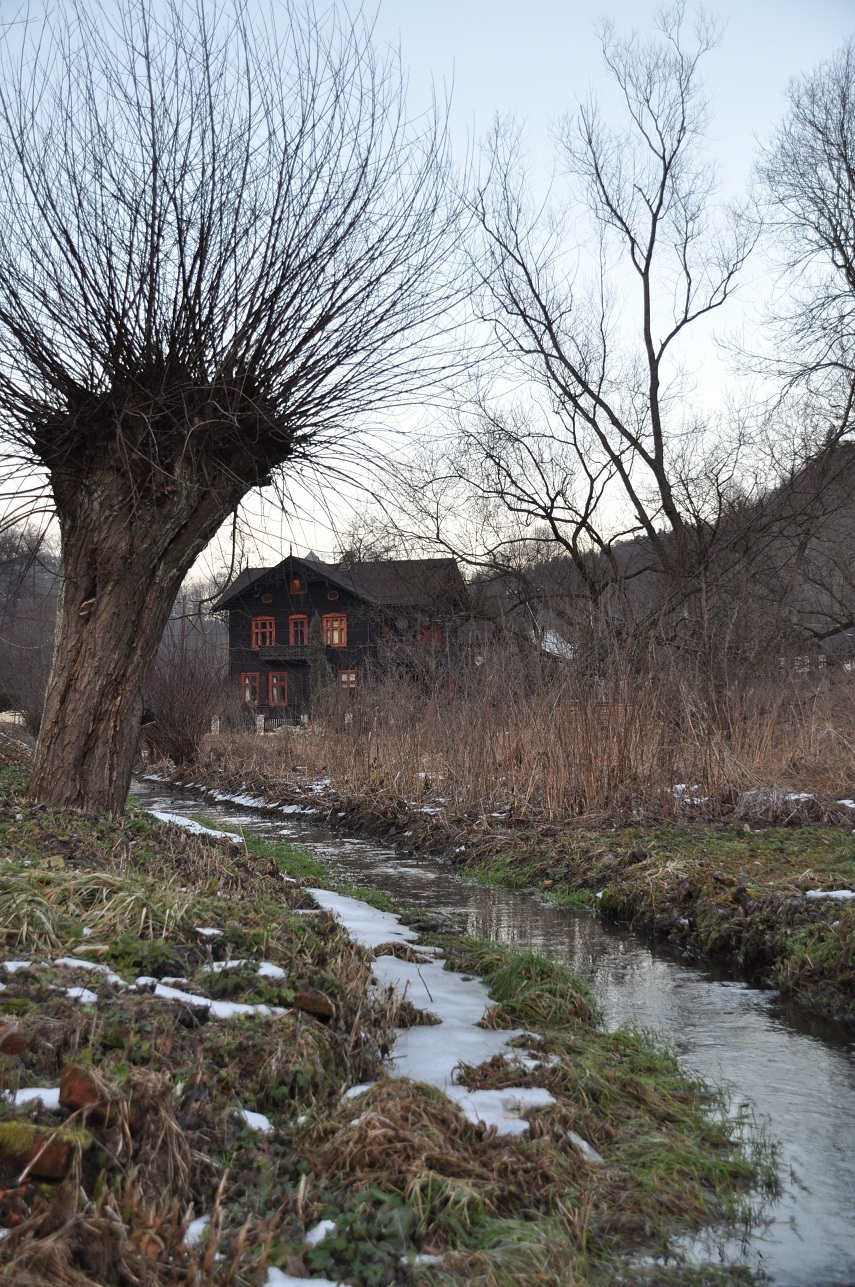
Bazar Lwowski

- Ruiny zamku Kazimierza Wielkiego z 2. połowy XIV wieku;
- muzeum Ojcowskiego Parku Narodowego w budynku dawnego hotelu „Pod Łokietkiem” z 1860 roku oraz „Pod Kazimierzem” z 1885 roku;
- dawny park zdrojowy z końca XIX wieku (do 1939 roku Ojców był uzdrowiskiem z hydroterapią jako główną metodą leczniczą);
- muzeum etnograficzne PTTK w willi „Bazar Warszawski”;
- kaplica „Na Wodzie”;
- Jaskinia Ciemna i Jaskinia Łokietka;
- drewniane domy i wille na terenie wsi z przełomu XIX i XX wieku w tzw. szwajcarskim stylu;
- Brama Krakowska i Źródło Miłości;
- Dolina Sąspowska;
- kilka kilometrów tras pieszych z punktami widokowymi;
- od połowy września, coroczny konkurs „Ojcowska Złota Jesień”.